# Cochabambaboomgors
De cochabambaboomgors (Poospiza garleppi; synoniem: Compsospiza garleppi) is een zangvogel uit de familie Thraupidae (tangaren).Het is een bedreigde, endemische vogelsoort uit Bolivia. De vogel is in 1893 door Hans von Berlepsch beschreven en vernoemd naar de Duitse verzamelaar Gustav Garlepp, die de vogel ontdekte.

## Kenmerken
De vogel is 17cm lang. De vogel is okerkleurig op de borst en boven het oog en voor op de kruin. De buik is iets lichter, meer oranjegeel. Verder is de vogel van boven dof, donkergrijs met een zwarte oogstreep en heeft een donkere korte zaadeterssnavel.

## Verspreiding en leefgebied
Deze soort is endemisch in de Andes in het westen van Bolivia, met name in zuidelijk Cochabamba. Het leefgebied bestaat uit bos met ondergroei of agrarisch landschap dat rijk is aan boomgroepen en heggen met struikgewas in bergachtig gebied tussen de 2800 en 3800 m boven zeeniveau.

## Status
De cochabambaboomgors heeft een beperkt verspreidingsgebied en daardoor is de kans op uitsterven aanwezig. De grootte van de populatie werd in 2016 door BirdLife International geschat op 270 tot 2700 individuen en de populatie-aantallen nemen af door habitatverlies. Het leefgebied wordt aangetast door ontbossing waarbij natuurlijk bos wordt omgezet in gebied voor agrarisch gebruik zoals houtteelt (Eucalyptus-bos). Om deze redenen staat deze soort als bedreigd op de Rode Lijst van de IUCN.